# Gare d'Urasa
La gare d'Urasa (浦佐駅, Urasa-eki) est une gare ferroviaire de la ville de Minamiuonuma, dans la préfecture de Niigata au Japon. Elle est exploitée par la JR East.

## Situation ferroviaire
La gare est située au point kilométrique (PK) 181,0 de la ligne Shinkansen Jōetsu et au PK 123,9 de la ligne Jōetsu.

## Histoire
La gare a été inaugurée le 1er septembre 1923.

## Service des voyageurs

### Accueil
La gare dispose d'un bâtiment voyageurs, avec guichets, ouvert tous les jours.

### Desserte
- Ligne Jōetsu :

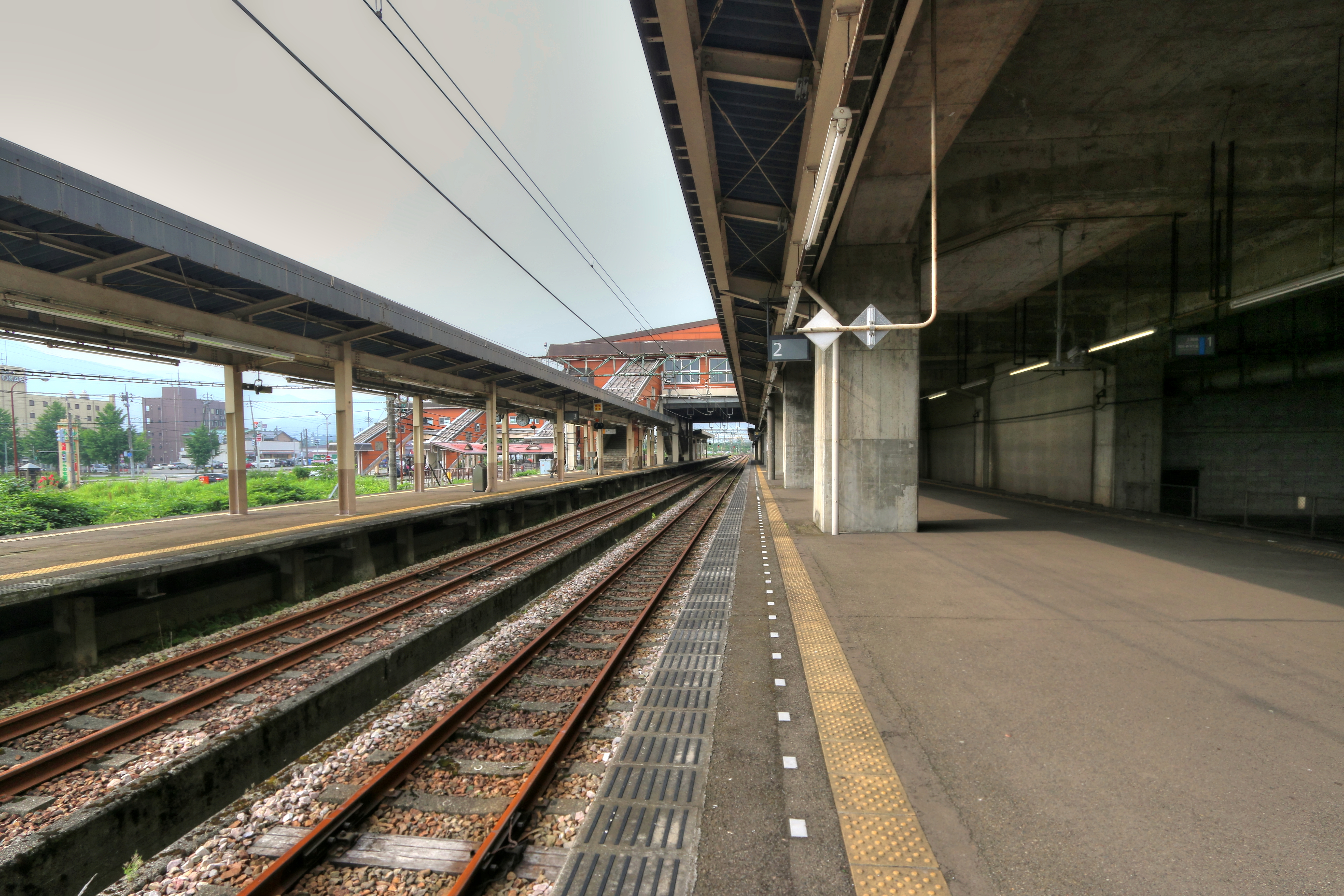
Vue des quais

  - voie 1 : direction Nagaoka et Niigata
  - voie 4 : direction Echigo-Yuzawa et Minakami
- Ligne Shinkansen Jōetsu :
  - voie 11 : direction Niigata
  - voie 12 : direction Tokyo